# 葉乃菁事件
葉乃菁事件是台灣一起浪費網路資源的事件。這起事件發生於2012年7月28日入山開始，行程目標是聖稜線，預計於該年8月5日下山，不料途中遭逢颱風來襲，葉乃菁選擇就近的霸南山屋躲避，但後來救難人員獲知有人受困於山中，於是出動人力及器材入山搜救，因為風雨使救援困難，直到天氣放晴，才於8月4日下午遇見葉乃菁在黑森林水源地正要下山，救難人員就帶著她前往最近的消防局梨山分隊去簡單盥洗與更換衣物，此事因此落幕。
由於葉乃菁表示自己有10天儲糧足夠應付，有事先通報家人報平安，而且也沒發出救援，並不明白為何會發生這種事。她的入山申請被批准，這是因為當時還只是熱帶性低氣壓，巧合是自己已經入了山，才發生颱風侵襲台灣。葉乃菁的母親表示，她沒報案，也明白自己的女兒很平安，不知道是誰報案。